# Mensur Bajramović
Mensur Bajramović (Zenica, 15 agosto 1965) è un ex cestista e allenatore di pallacanestro bosniaco.

## Carriera
Ha guidato la Bosnia ed Erzegovina ai Campionati europei del 2005.